# Josep Maria Trias de Bes i Serra
Josep Maria Trias de Bes i Serra (Madrid, 1944) és un advocat i polític català.

## Trajectòria
El seu avi va ser Josep Maria Trias de Bes i Giró, catedràtic de Dret Internacional, dirigent de la Lliga Regionalista, col·laborador de Francesc Cambó, diputat de la Restauració i de la Segona República. El seu pare va ser diplomàtic, raó per la qual va néixer a Madrid, on llavors treballava el seu pare. Va estudiar en el Liceu Francès de Barcelona Llicenciat en dret per la Universitat de Barcelona el 1968. Actiu en les àrees de dret mercantil i civil. Membre destacat de l'Il·lustre Col·legi d'Advocats de Barcelona i del prestigiós bufet d'advocats Giménez-Salinas & Trias de Bes. Havia estat casat amb l'advocada laboralista i militant del PSC-PSOE Consuelo Maqueda de Anta, assassinada per un pertorbat en el seu despatx d'advocats el 24 de juliol de 1984.
Durant els anys seixanta milità en el PSUC i participà en la Caputxinada de 1966, però el 1973 fou responsable de comunicació de Convergència Socialista de Catalunya (CSC). Membre del Comitè Executiu i del Consell Nacional de Convergència Democràtica de Catalunya des de 1976, a les eleccions generals espanyoles de 1982, 1986 i 1989 fou elegit diputat per CiU per la província de Barcelona.
Membre del consell d'administració de RTVE, el 1992 s'enfrontà a Jordi Pujol per no voler formar un govern de coalició a Madrid i el 1995 renuncià al càrrec per a passar-se al Partit Popular. A les eleccions generals espanyoles de 1996 fou elegit diputat per la mateixa circumscripció pel Partit Popular, però el 27 de juliol de 1996 va dimitir i fou substituït per Salvador Sanz Palacio. Després fou nomenat president de l'empresa Trasmediterránea fins a 1999.
Des de febrer de 2009 fins a setembre de 2010 Trias de Bes va donar suport Unió, Progrés i Democràcia.

## Família
Josep Maria Trias de Bes i Serra és net de Josep Maria Trias de Bes i Giró, besnet de Joan de Déu Trias i rebesnet de Frederic Trias.
Alhora, és cosí germà de Xabier Añoveros, Julio Añoveros, Francesc Tusquets i Carles Tusquets. També és nebot valencià de Santiago Dexeus i de Josep Maria Dexeus.